# (2898) Neuvo
(2898) Neuvo es un asteroide perteneciente al cinturón de asteroides, descubierto el 20 de febrero de 1938 por Yrjö Väisälä desde el Observatorio de Iso-Heikkilä, en Turku, Finlandia.

## Designación y nombre
Designado provisionalmente como 1938 DN. Fue nombrado Neuvo en honor a Yrjö Neuvo, nieto del descubridor.